# 遺伝子地図
遺伝子地図（いでんしちず）とは染色体上の遺伝子の位置を示した地図のこと。遺伝学的地図、染色体地図とも言う。
モーガンがショウジョウバエでこれを作り、遺伝子が染色体上にあるという、当時は仮説であったことを証明したことでよく知られ、遺伝子研究の歴史で大きな意味を持つ。
ただし現在でも作られることがある。金銭的な問題や効率面からゲノムプロジェクトの前段階として各種の地図が作られる他、実際の研究では塩基配列全ての情報よりも、こういった簡略化された地図が有用な場合も多い。そういった地図のひとつ。
組み換えや交差から遺伝子間の距離を基に作成する遺伝地図（連鎖地図ともいう）、制限酵素切断部位や遺伝子マーカーの位置、距離を基にした物理的地図、形質を支配する遺伝子座（QTL→Quantitative Trait Loci）を配したQTL地図などがある。ゲノムプロジェクトで行われているのは塩基配列に基づく塩基配列地図作りである。
組み替え頻度を基に遺伝地図を作る場合は、染色体上の位置に関係なく交差が無作為に同じ確率で起こり、遺伝子間距離と組み替え頻度が比例すると仮定しているが、
DNAの塩基配列を基に作成された遺伝地図と比較すると違いがある。これは染色体上には組み替えスポットと呼ばれる交差頻度が高い部位があり、実際には染色体の領域によって組み換え頻度が異なるからである。

## モーガンによる地図作製
トーマス・ハント・モーガンは、ショウジョウバエを用いて、組み換え価を元に遺伝子地図を作製し、同時に唾液腺染色体の縞模様を精査して唾液腺染色体地図を作製、この両方をつきあわせることで染色体説を証明して見せた。
その際、遺伝子地図を作るのに組み換え価を染色体上の遺伝子間の距離と見なすことでこれを可能とした。しかし、これは実は遺伝子が直線の上に配置している場合でなければ成立しない。つまり、遺伝子が一次元に、細長い線の上に数珠繋ぎのように配置している、という仮定の下でこれを行ったものである。しかし、当時の考えでは遺伝子はかなり小さなものと思われ、また染色体はそれなりに幅のあるものだから、むしろ左右にも並んでいるような印象があったらしい。したがって彼のこの仮定と、それによってうまく結果が説明できたことは驚きを持って迎えられた。これはDNA分子という極めて細い糸が折りたたまれるようにして染色体を形成しているという現在の知見からすれば当然ではあるが、同時にこのような考え方へと研究の進路を定める上でも大きな力となったようである。